# Уддхава
Уддхава (Uddhava IAST, також відомий як Паванаядхі) - герой з пуранічних текстів індуїзму, де він описується як друг і радник Крішни. Він відіграє значну роль на «Бгагавата-пурані», де сам Крішна навчає його процесам йоги і бгакті. Основи цих настанов Крішни Уддхаве прийнято називати «Уддхава-Гіта», подібно «Бхагавад-гіти», де Крішна дає настанови Арджуні. 
Згідно з деякими писаннями, Уддхава був також двоюрідним братом Крішни, будучи сином Девабхагі, брата батька Крішни Васудеви. Зовні Уддхава був настільки схожий на Крішну, що описуються випадки коли його плутали з Крішною. 
У «Бгагавата-пурані» описується, як після перемоги Крішни над Камсою, Уддхава прийшов відвідати його. Крішна тоді попросив Уддхаву поїхати до Вріндаван і передати послання Ґопі і іншим жителям Вріндавана, які страждали від розлуки з ним. Зміст цього послання і почуття які воно пробудило в серцях мешканців Вріндавана після того, як вони його почули, вважається найвищим проявом любові до Бога в гаудія-вайшнавістській традиції індуїзму.